# Platylabus infirmus
Platylabus infirmus là một loài tò vò trong họ Ichneumonidae.